# Dumitru Moraru
Dumitru Moraru (8 de maio de 1956) é um ex-futebolista romeno que competiu no Campeonato Europeu de Futebol de 1984.